# 安托諾夫An-10
安托諾夫安-10（俄語：Ан-10），北约代号猫（Cat），是一型由苏联安东诺夫设计局设计的四发动机涡桨客机。

## 发展历程
适用于500-2000公里航线上的四发动机客机的研制工作于1955年底启动。安东诺夫设计局基于安-8的客机版“Izdeliye N”，设计了一种四发动机的新机型“Izdeliye U”。该机型采用与安-8相似的布局，但增加了尺寸，同时采用了圆弧型截面的加压机身。在设计初期，发动机于库兹涅佐夫NK-4与伊夫琴科AI-20两者间选择。虽然NK-4性能更佳，但最终还是AI-20中选。部分原因是因为乌克兰共产党中央委员会希望更多地采用乌克兰制造的产品（伊夫琴科的工厂位于乌克兰）。
安-10首架原型机于1957年3月7日首飞，但暴露出方向稳定性较差的问题，因此对垂直尾翼进行了加高，后又在水平尾翼的翼梢加设了六角形辅助尾翼。新机型于1957年投产，因AI-20发动机供应不足，首3架生产的飞机采用NK-4发动机替代。1958年后生产的飞机均采用与NK-4性能接近，但寿命更长的AI-20A型发动机。安-10于1957年7月首次向公众展示，并于1959年6月完成试飞并被批准量产。1959年7月22日，苏联民航开始使用安-10进行商业飞行，执飞莫斯科至辛菲罗波尔的航线。
安-10的初期型号设有85个座位，客舱空间宽敞，设备齐全，乘客可享用充足的腿部空间。但由于机舱的地板较低且直径较大，存在许多难以利用的空间，从而限制了行李和货物的运载能力。后期的量产型号安-10A更改了机舱布局，减少座位间距，从而增加了座位数量，解决运载效率低下的问题。座位数量先是在安-10A的两个型号中分别增加到89个和100个，然后增加到117–118个，最后增加至132个。
与安-10同时开发的还有安-12运输机，为安-10的军用版，于1957年12月16日首飞，至今仍在许多国家的空军中服役。中国生产的运输机运-8亦是仿造自安-12。

## 营运历史

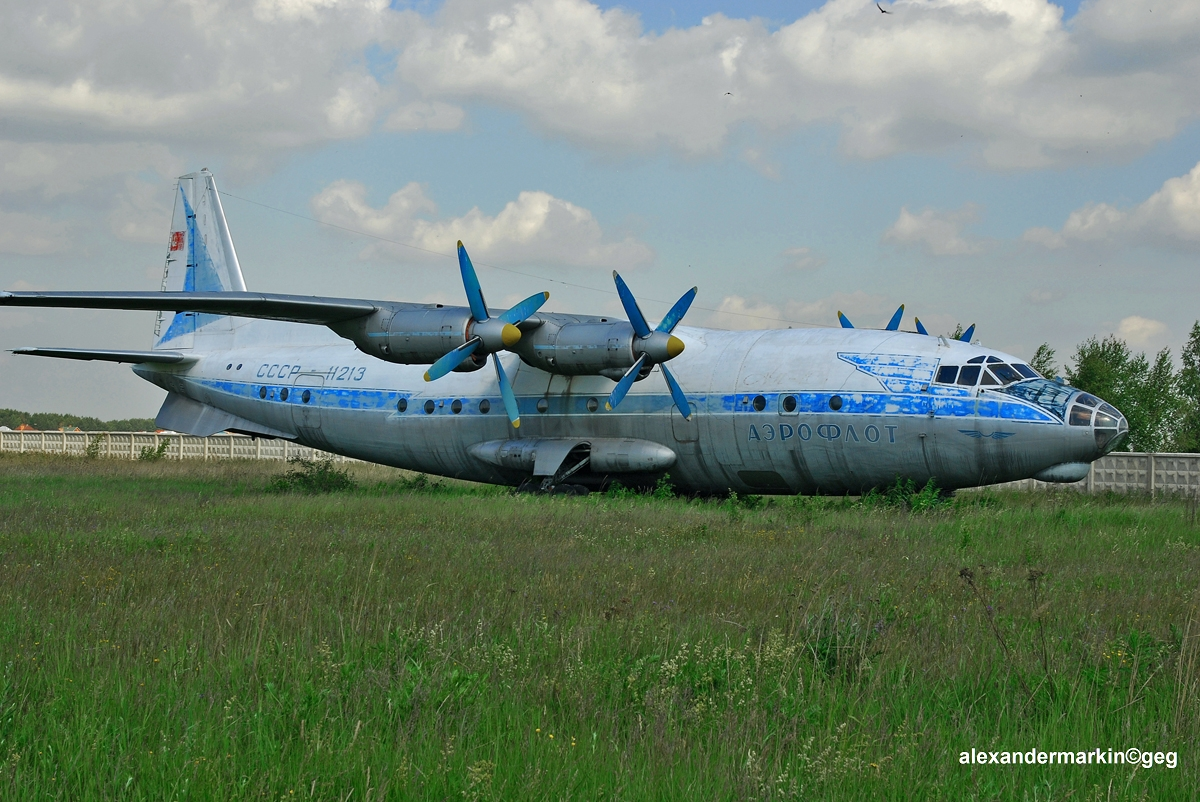
于中央空军博物馆展出的安-10

包括原型机在内，安-10共制造了104架。苏联民航乌克兰民航局于1959年4月27日开始使用安-10执行民航任务。安-10由于载货量较大，对跑道要求低，很适合在小型简易机场使用。
1972年5月18日，一架安-10A于哈尔科夫国际机场降落时坠毁，导致机上113名乘客8名机组成员全部遇难。调查显示，飞机中央翼下存在金属疲劳造成的裂缝，导致中央翼脱落。该问题也在剩下其余的安-10飞机上存在，因此，苏联民航于该次事故后停飞所有安-10客机。25架机况较好的安-10A转至苏联空军继续服役，最终于1974年退役。

## 主要营运者
苏联
- 苏联民航
- 苏联空军

## 意外事故
安-10客机在服役期内共发生过14起全机损毁事故，共导致373人死亡。
- 1958年4月29日，1架安-10于试飞时坠毁，导致1人死亡。
- 1959年11月16日，1架执飞苏联民航315号班机的安-10于乌克兰利沃夫因机翼结冰坠毁，机上40人全部遇难[4]。
- 1960年2月26日，1架执飞苏联民航315号班机的安-10于乌克兰利沃夫因机翼结冰坠毁，机上33人中只有1人幸存。
- 1962年7月28日，1架执飞苏联民航415号班机的安-10于索契附近撞山失事，机上81人全部罹难。
- 1971年3月31日，1架执飞苏联民航1969号班机的安-10于伏罗希洛夫格勒失事，机上65人全部罹难。
- 1972年5月18日，1架执飞苏联民航1491号班机的安-10于哈尔科夫国际机场失事，机上122人全部罹难[5]。此次事故后，安-10退出民航运营。

## 性能规格 (安-10A)
参考资料：Soviet Transport Aircraft since 1945, Jane's all the World's Aircraft 1970–71
基本信息
- 机组：4人
- 容量：100或130人 / 14,500（32,000磅）
- 長度：34米（111英尺7英寸）
- 翼展：38米（124英尺8英寸）
- 高度：9.83米（32英尺3英寸）
- 机翼面积：120平方（1,300平方英尺）
- 体积：222立方（7,800立方英尺）机舱容积
- 机腹货舱容量： 32 m3（1,100 cu ft）
- 最大起飛重量：55,100（121,475磅）
- 燃料容量：13,000 l（3,400 US gal；2,900 imp gal） (10,250（22,600磅）)
- 发动机：4台伊夫琴科AI-20K涡轮螺旋桨发动机，每台3,000千瓦特（4,000匹馬力）
- 螺旋桨：4桨叶AV-68，4.5米（14英尺9英寸）直径

性能
- 最大速度：715每小時（444英里每小時；386節）
- 巡航速度：680每小時（423英里每小時；367節）于10,000米（33,000英尺）高度的最高巡航速度
- 经济巡航速度 630 km/h（390 mph；340 kn） at 10,000米（33,000英尺）
- 起飞速度： 190—210 km/h（120—130 mph；100—110 kn）
- 航程：1,200（746英里；648海里）（满载并携带1小时的备用燃油）

4,075 km（2,532 mi）（满油、载重8,440（18,610磅）、无备用燃油）
- 升限：10,200（33,500英尺）
- 翼载：430每平方（88磅每平方英尺）
- 功重比：4.4 kg/kW（7.2 lb/hp）
- 降落距离： 500—650米（1,640—2,130英尺）

## 相关机型

### 相关发展
- 安-12

### 同时代或类似型号
- 伊尔-18
- 洛克希德L-100（英语：Lockheed L-100 Hercules）
- 洛克希德L-188
- 维克斯先锋型
- 布里斯托不列颠尼亚型